# Gastronomía de la provincia de Cádiz

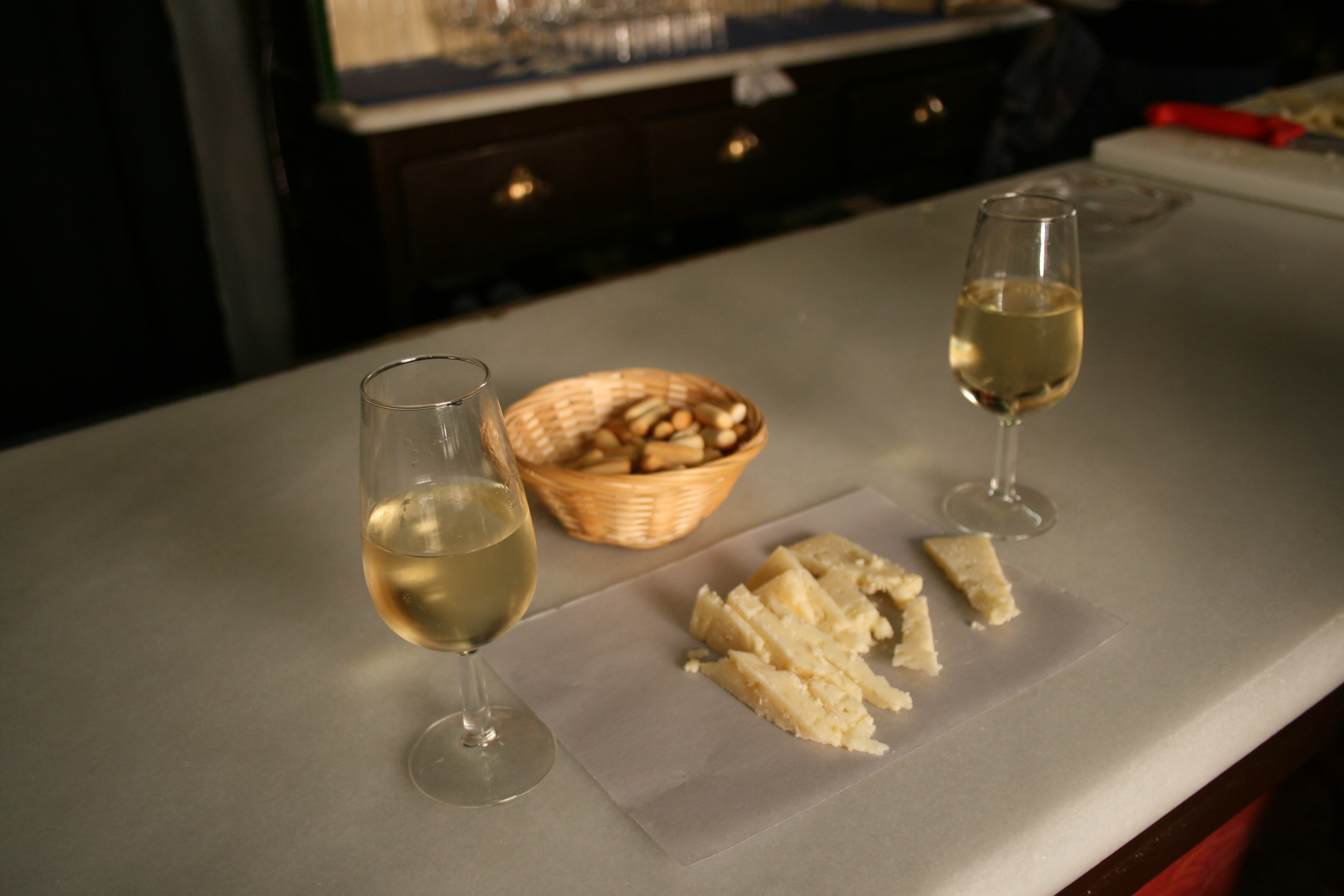
Las tapas con jerez conforman un plato frecuente.

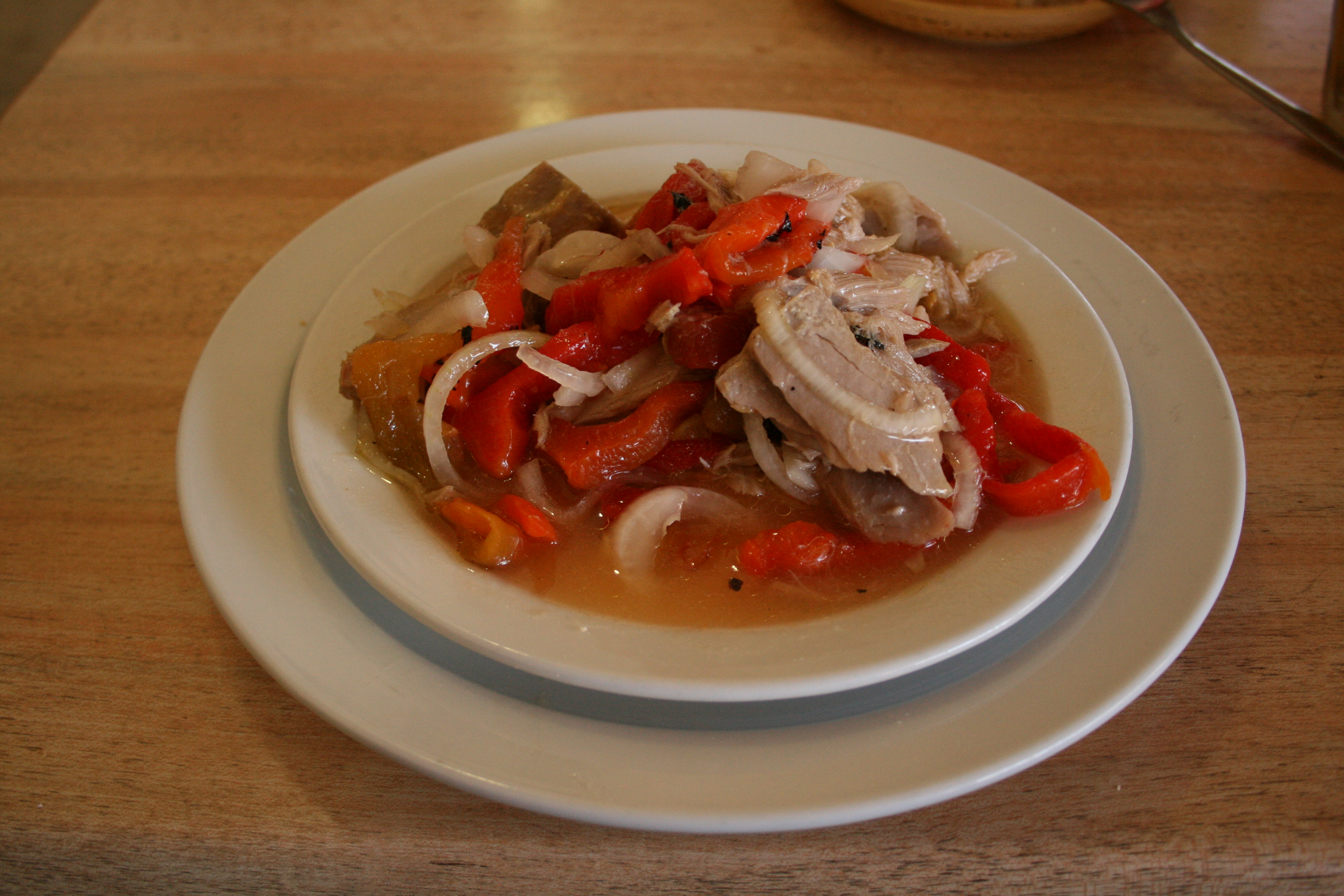
La popularidad del atún es frecuente en la zona costera de la provincia. En la imagen se aprecia una tapa con pimientos asados con atún.

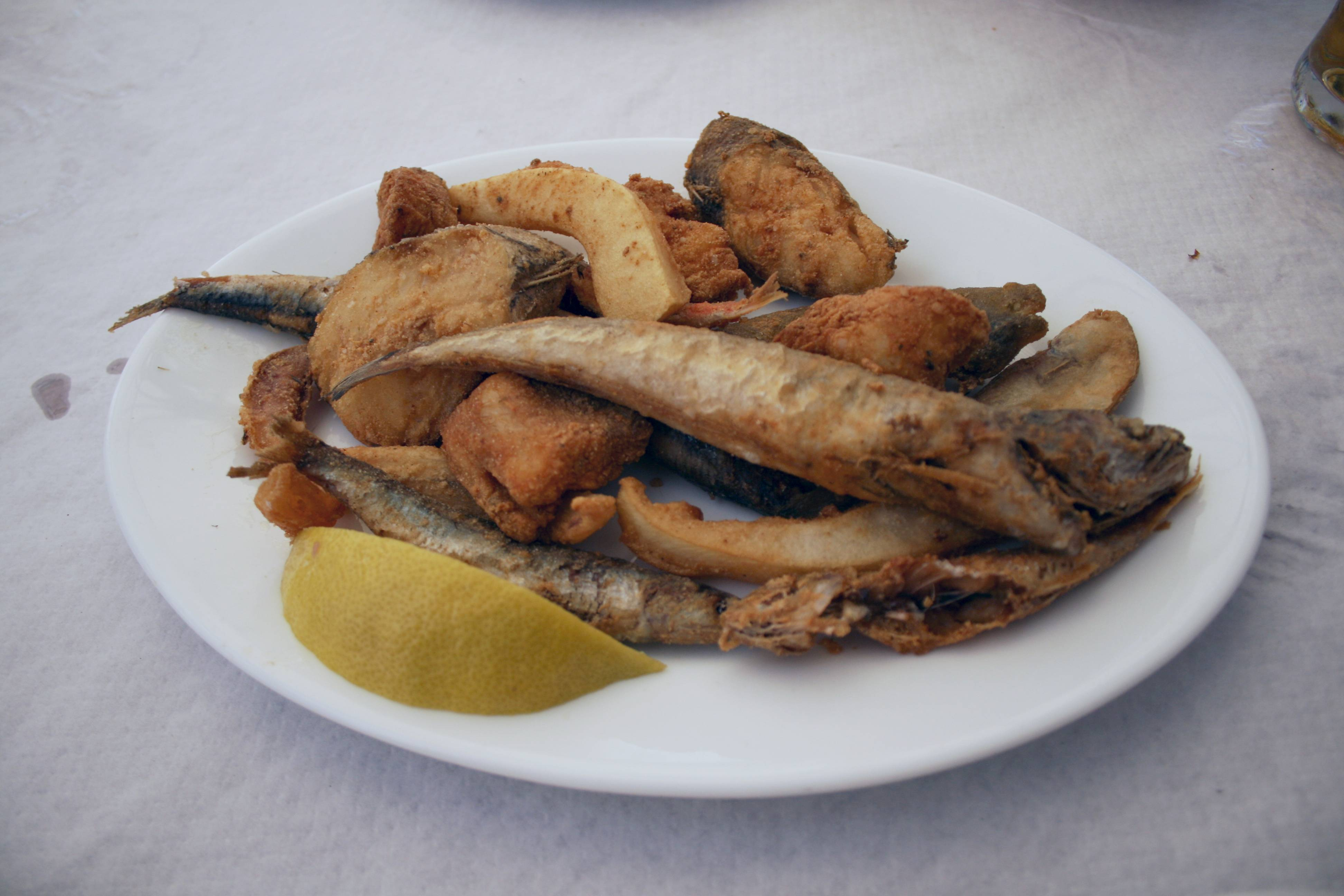
Frito gaditano de pescados diversos (pescaito frito).

La gastronomía de la provincia de Cádiz corresponde al conjunto de platos y costumbres culinarias de la provincia de Cádiz, España. Es de todas las cocinas andaluzas la más rica en variedades de ingredientes y de preparaciones. Posee una zona campera (o cortijera), otra de sierra encargada de ofrecer platos de carnes, y otra marinera. Aunque tradicionalmente es más conocida esta última por sus guisos de pescado, frituras y mariscos, también abundan platos diversos de verduras (hortalizas) y carnes.
En los últimos años ha sido motivo de recomendación para los turistas en grandes medios internacionales y guías, como The New York Times, The Guardian o Lonely Planet.
En 2017 se convirtió en la única provincia andaluza con un restaurante distinguido con tres estrellas Michelin, Aponiente de Ángel León, que se suma a otros con una estrella u otras distinciones.

## Historia
Poco se sabe de la culinaria habitual en los comienzos prehistóricos de la provincia de Cádiz (véase: Historia de Cádiz). La pesca de atún en las almadrabas ya era conocida por los fenicios, era conocida su preparación en salazones. Los fenicios adoraban a una deidad Salambove (sal buena) indicando la relevancia de las salinas gaditanas. Sus conservas debido a la sal, los salazones, comenzaron a ser importantes en esta época. Estas preparaciones fueron habituales durante el periodo posterior del Imperio romano. Precisamente uno de sus más populares elaboraciones resulta ser un condimento denominado garum. Ya en el siglo XII, se comerciaba el vino y se enviaba a Inglaterra, donde se comenzó a conocerse por la denominación árabe de la ciudad, "Sherish", origen de la palabra “sherry”.
La prosperidad de la ciudad en el siglo XIX realza su culinaria regional, y algunos autores destacan el consumo de chocolate, así como el abundante uso de utensilios para cocinar que existe en la cocina gaditana.

## Ingredientes
La provincia de Cádiz comunica con el Atlántico, al mismo tiempo que con el mar mediterráneo, así como con el interior de la península ibérica. Mezcla las calurosas playas con la serranía de San Cristóbal que a pocos kilómetros presenta nieves perpetuas. Esta situación proporciona la posibilidad de ofrecer variados ingredientes culinarios. Así como una diversidad amplia de posibilidades dentro de la cocina española. Es esta provincia la que mayor densidad de villas, poblaciones y municipios posee de toda España. Cabe destacar la producción de sal y su explotación en diversas salinas costeras.

### Las verduras y frutas

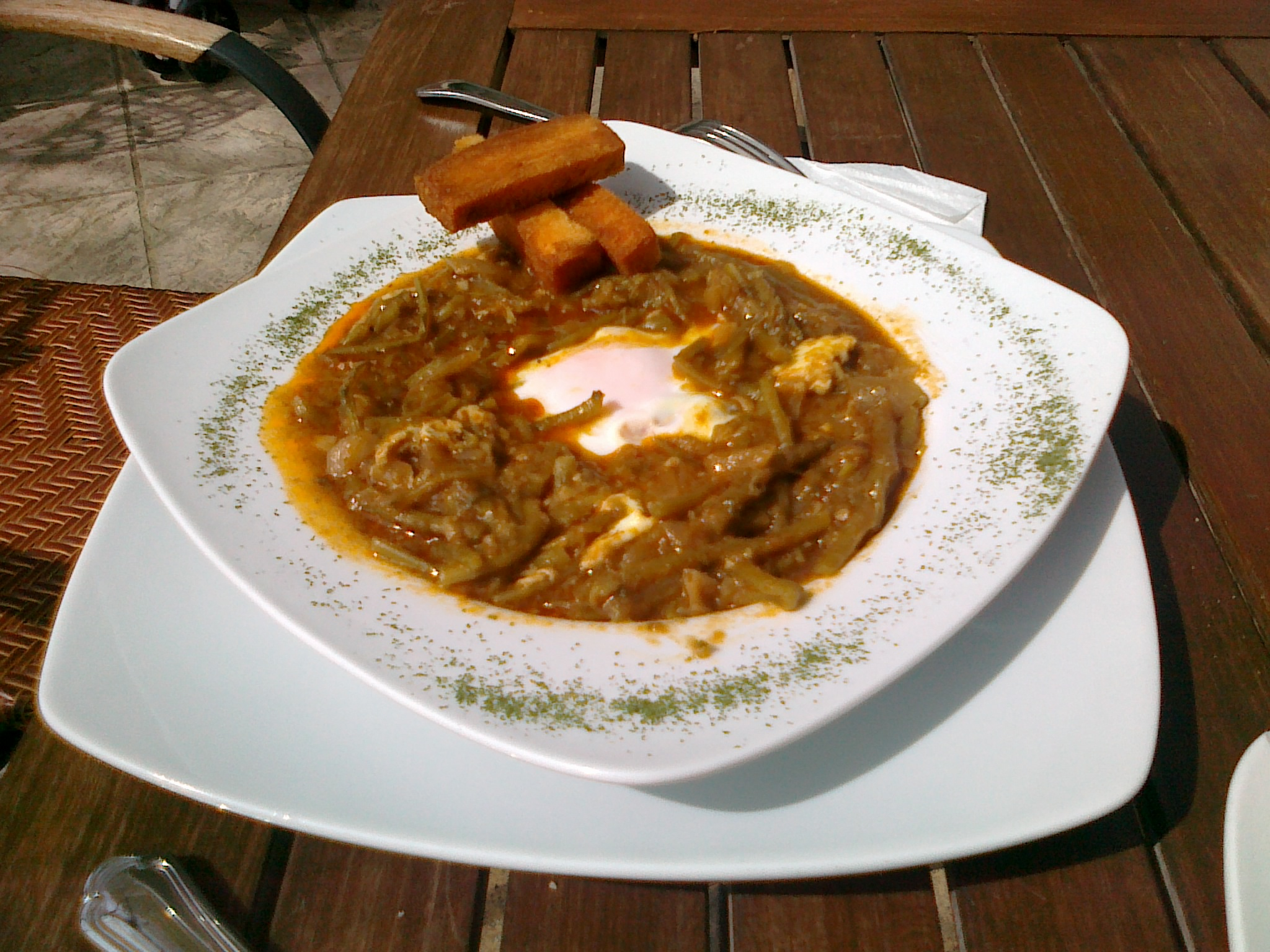
Huevo cuajado sobre tagarninas

La producción de hortalizas es muy variada en la provincia, cabe destacar el cultivo de las mismas en los navazos (un tipo de huerto junto a las zonas costeras). Cabe destacar las alcachofas (denominadas alcauciles), las calabazas de Rota, etcétera. Muchas de ellas son un ejemplo de la agricultura andaluza. Entre los platos de patata se encuentran las papas aliñás (patatas cocidas y aliñadas con distintos condimentos), la tortilla gaditana (elaborada con patata rallada). Un entrante típico también son las zanahorias aliñadas. Se encuentran en las huertas los alcauciles, comparables con las alcachofas granadina, los espárragos trigueros (denominados amargueros), los palmitos, las tagarninas, la berza... etc. Que además forman parte de la gastronomía tradicional gitana. Las legumbres procedentes de Campo de Rota. Un plato gaditano por excelencia, similar al pisto, es la fritá. 
En el terreno de las frutas se encuentran las naranjas de Tarifa, la sopa hervida, los higos chumbos. Suelen prepararse diversos platos de gachas elaborados con finas harinas de trigo (como la matalahuga). Los gazpachos y salmorejos son muy populares como lo es la piriñaca.
También hay gran cantidad de setas en Los Alcornocales.

### Los pescados y mariscos

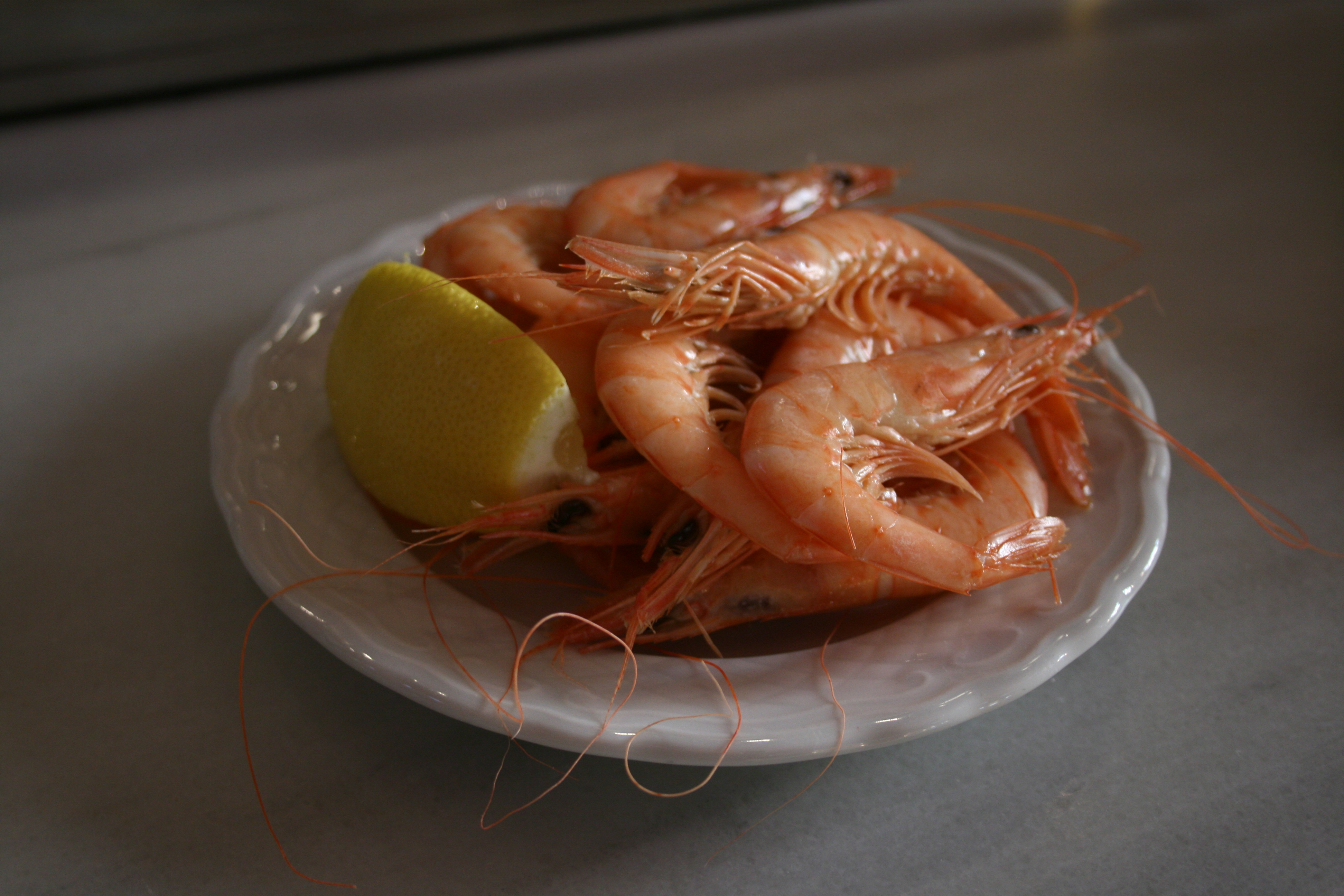
Gambas cocidas.

La abundancia de marisco en la cocina gaditana se puede comprobar en la numerosa cantidad de preparaciones y diversidad de los mismos, destacando el Parque natural de la Bahía de Cádiz y del Estrecho. Son conocidos una especie de ostra denominadas: ostiones (se comen crudos con un poco de limón aunque recientemente se han incorporado a una cocina más gastronómica con ingredientes asiáticos o rebozados). En especial, entre los mariscos, destacan las cigalas, las coquinas al vino fino (molusco que se cría en las desembocadura de los ríos gaditanos), los muergos (o navajas), las cañaillas, el bogavante, los berberechos, las gambas, las almejas (almejas a la gaditana), el centollo, los camarones (denominados gambaros) y los langostinos de Sanlúcar, los chocos, los burgaillos (una especie de caracolillo de mar, molusco burgado), el sábalo (salmón de la costa gaditana), la gamba (cocidas en una salmuera con un ligero exceso de sal), etcétera. Las gambas se suelen preparar de diversas formas: fritas (ligeramente enharinadas), mezcladas con mahonesa, en revuelto de huevo, en tortilla, su caldo de cocción se emplea para hacer sopas, para hervir arroz, etcétera. Los camarones gaditanos (cocidos se ponen de color claro, en lugar de rojo habitual) ingrediente principal de las tortillas de camarones (una masa frita de harina de trigo y/o garbanzo con cebolla y perejil). Los mariscos participan en platos de sopa como la sopa del cuarto de hora. Las sopas de pescado son abundantes y comunes a lo largo de todo el litoral andaluz, el gazpacho caliente (denominado también ajo), el caldillo de perro (una especie de sopa de pescado), las sopas de gato, la sopas de tomates. El choco, y sus hermanas las puntillitas, todas ellas familia del calamar. El choco se prepara cocido con patatas, con arroz, etcétera. Uno de los platos más típicos, subproducto de la actividad pesquera son las huevas aliñás.
En temporada es común encontrar Cabrillas en tomate y caracoles en salsa picante.

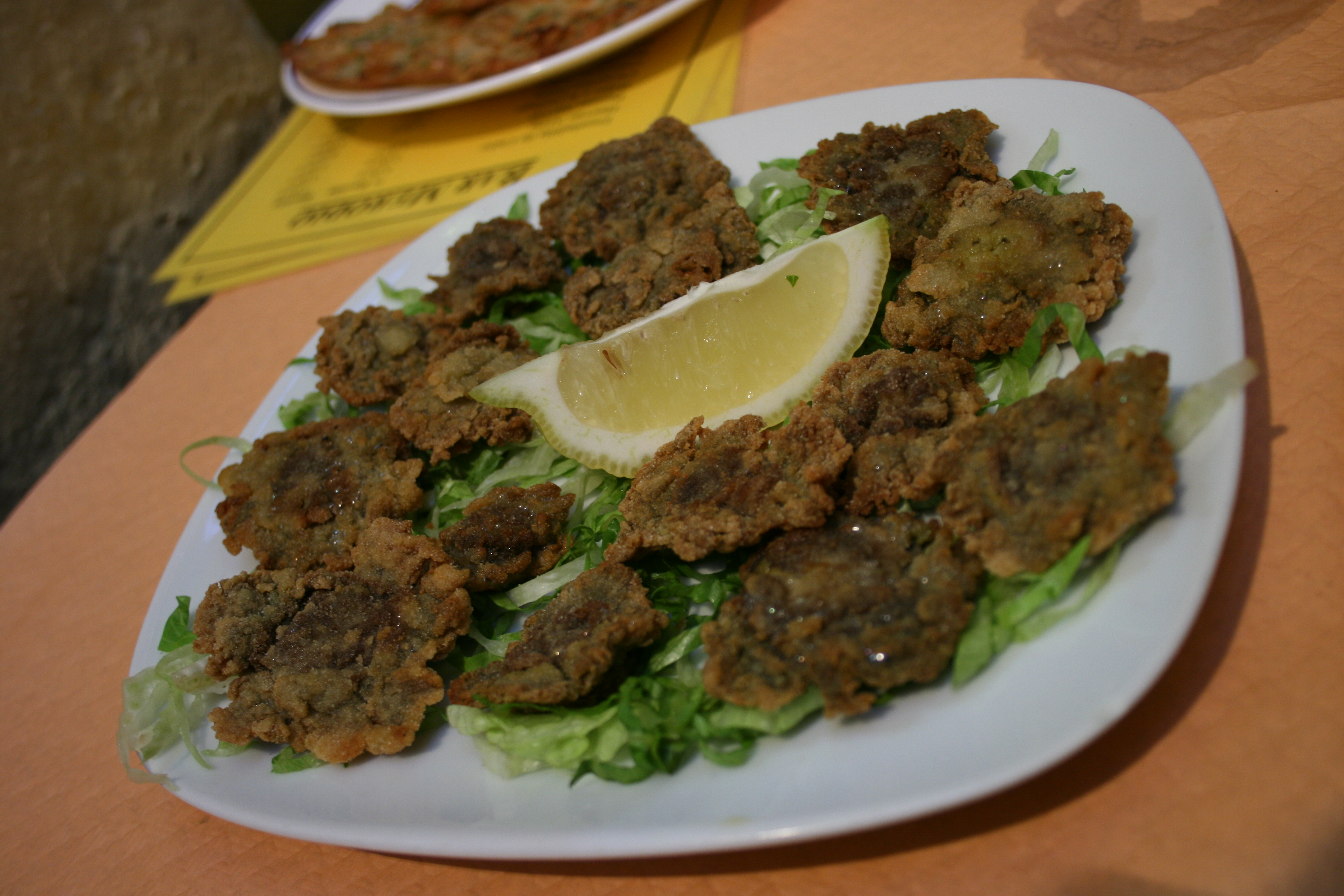
Unas ortiguillas fritas.

Las frituras de pescado alcanzan platos como las huevas fritas, los pescaditos fritos (que algunos autores denominan el olimpo del pesacadito frito). La fritura de diferentes pescados en rodajas(denominados tajadas) es muy habitual en esta provincia. La fritura es tan especial y característica que se denomina frito gaditano y realizadas en establecimientos específicos denominados freidurías o freidores. Los pescados fritos suelen ser la mojarra, los lenguados, las lisas, salmonetes, sardinas, los fideos gordos con caballa y la dorada a la sal. La fritura se lleva las ortiguillas, que son anémonas marinas del grupo de los celentéreos (anemonia sulcata) que se consume como marisco. Algunos platos se sirven con arroz como es el caso de arroz con ostiones.
Las almadrabas de atún hace que comparta con la cocina de Huelva una afición por este pescado, algunos de los platos son la Ijada ("Atún de ajiá"), el atún encebollado, etcétera. también derivados como la mojama de Barbate cuenta con IGP. Algunas de las preparaciones de pescado se inspiran en las preparaciones y guisos que hacen los marineros en sus propios barcos (denominados parejas), estas preparaciones culinarias son muy numerosas. Algunos como el rape al pimentón, calamares rellenos en su tinta, besugo a la Puerca, la merluza a la chiclanera, etcétera. Aunque existen especificidades como el atún enmaderado en jerez. Pocos platos de pescado de río hay en la cocina gaditana, pero a los caños (denominados también canales) de las salinas va la lisa que se pesca y prepara de diversas formas (frita, a la parrilla, con vinagreta, al horno, etcétera), la corvina, las caballas o melvas (las conservas de estas dos últimas en protegidas a nivel andaluz por Indicaciones Geográficas Protegidas)

### Carnes

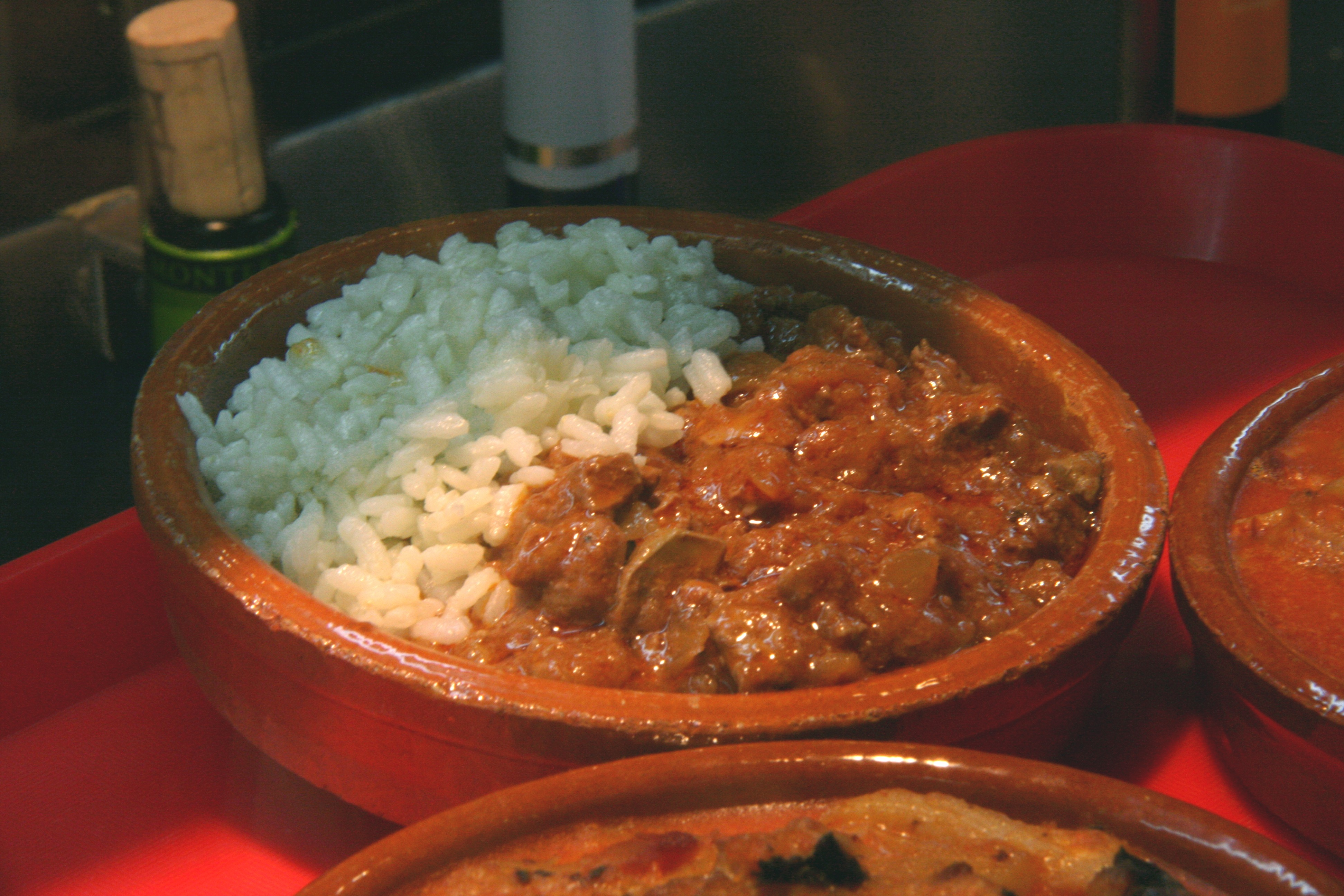
Arroz con riñones al jerez.

En las serranías la carne constituye una parte muy importante de la gastronomía. la mayoría debido a la ganadería. La matanza del cerdo se realiza en los cortijos jerezanos y la carne de cerdo se presenta en diversas zonas. Igualmente, en Los Alcornocales es muy común la carne de corzo y venado, cuya caza se permite debido a la falta de depredadores que presenta, y en la Sierra de Grazalema el jabalí y de cordero. Además en la campiña de Jerez es muy común el conejo, la perdiz y la codorniz entre y otros.
Otro plato tradicional en las ventas de Cádiz, es la carne al toro.
Existe un salchichón en Puerto Real, la morcilla de Cádiz típica, denominada morcilla gitana (denominada también morcilla gaditana), el guiso menudo de cerdo, las albóndigas de lomo. Es popular como merienda la pringá (una especie de bocadillo con los restos de un cocido). El bistec salteado al jerez, los riñones al jerez, la cola de vaca jerezana. También destaca la sangre en tomate. Es popular en la serranía la caldereta de cordero. Algunos platos de aves son famosos, como las perdices a lo torero, el pato a lo pobre, pavo tierno en pepitoria, el pastel de pichones, chicharrones estilo de la Bahía (parecido a carne mechada) o tradicionales (fritos).
También hay que destacar la raza autóctona retinta en La Janda, que está apostando por la producción ecológica y una amplia difusión.

### Lácteos
En el siglo XXI se ha producido un resurgir de productos derivados de la leche, sobre todo gracias a la recuperación de razas autóctonas como la cabra payoya o la oveja merina de Grazalema. Los quesos elaborados han recibido distintos galardones en certámenes internacionales.
En la provincia de se celebran dos concursos andaluces de quesos artesanos en la Sierra de Cádiz, uno en Villaluenga del Rosario y otro en Villamartín.

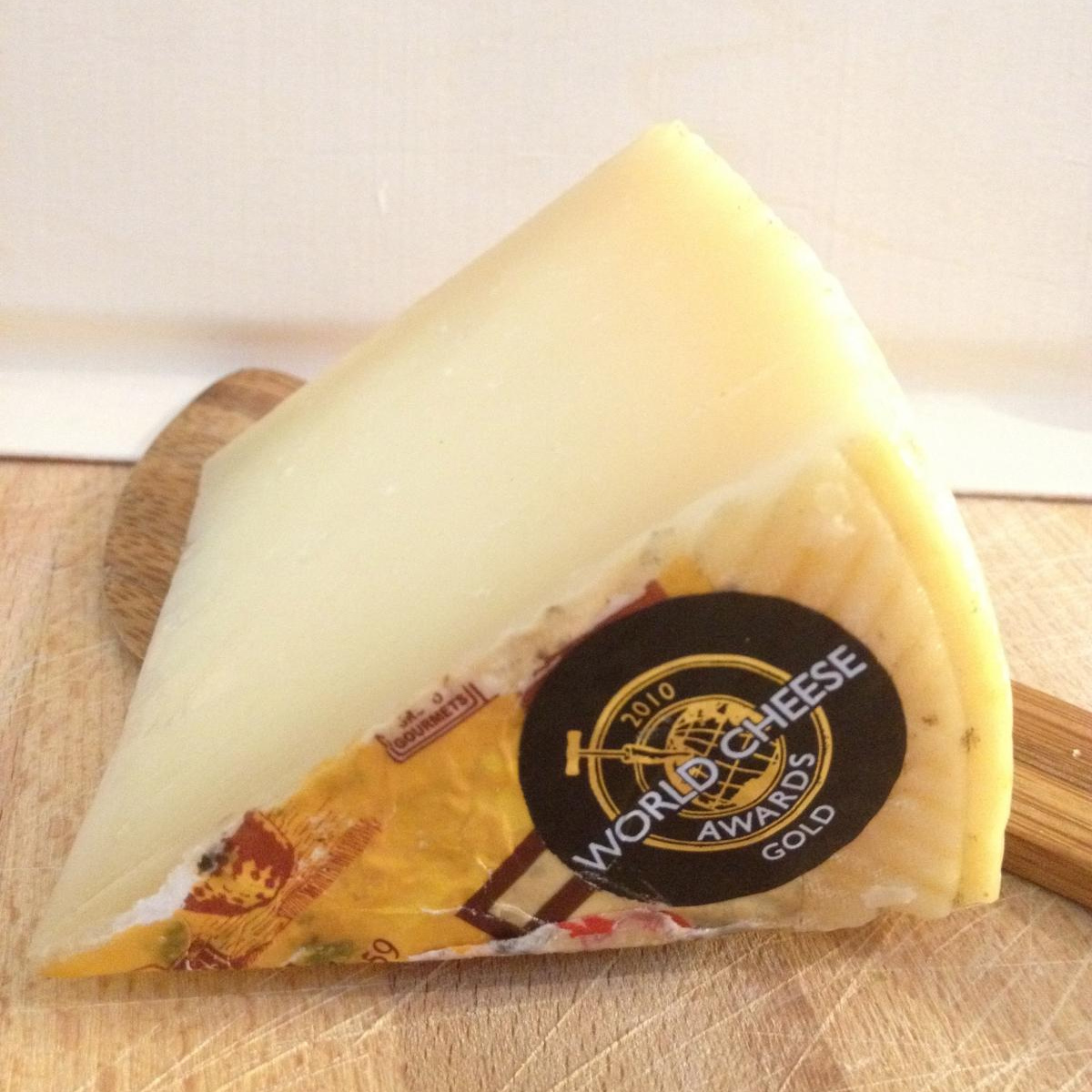
Queso payoyo

## Preparaciones

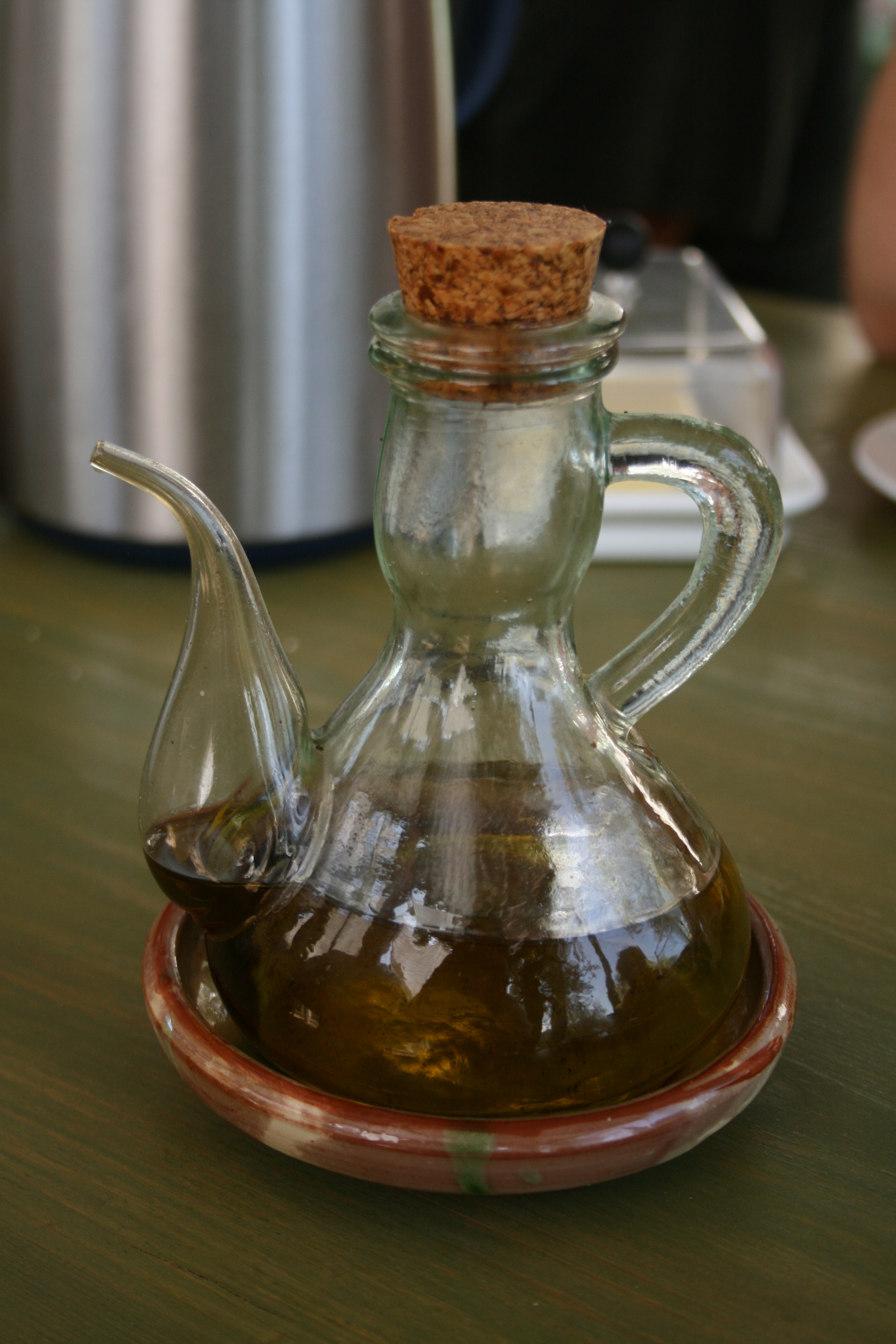
Aceite de oliva

Una de las preparaciones culinarias más famosas de la cocina gaditana son las frituras de pescado en aceite de oliva. Numerosas, y tradicionales freidurías de pescaito frito se encuentran en la capital y en los diversos municipios de la bahía de Cádiz. En estas adhesivo y virrey guitar fray bufete cm servir pescado "para llevar", o en algunas ocasiones ofrecen su servicio a bares colindantes. La variedad de pescado frito es grande, siendo diferente según la temporada. Los adobos son frecuentes y una de las preparaciones más genéricas es el popular bienmesame. Otra preparación clásica de la cocina gaditana es el pescado a la teja que consiste en el asado a la plancha de pescados de temporada. Cabe destacar, que al igual que en otras cocinas andaluzas la cultura del tapeo se ha instaurado en algunos de los municipios de la provincia.
Igualmente, se están reconvirtiendo diversos ingredientes tradicionales, como los vinos de Jerez para hacer reducciones y aderezos, o el vinagre de Jerez.

## Repostería

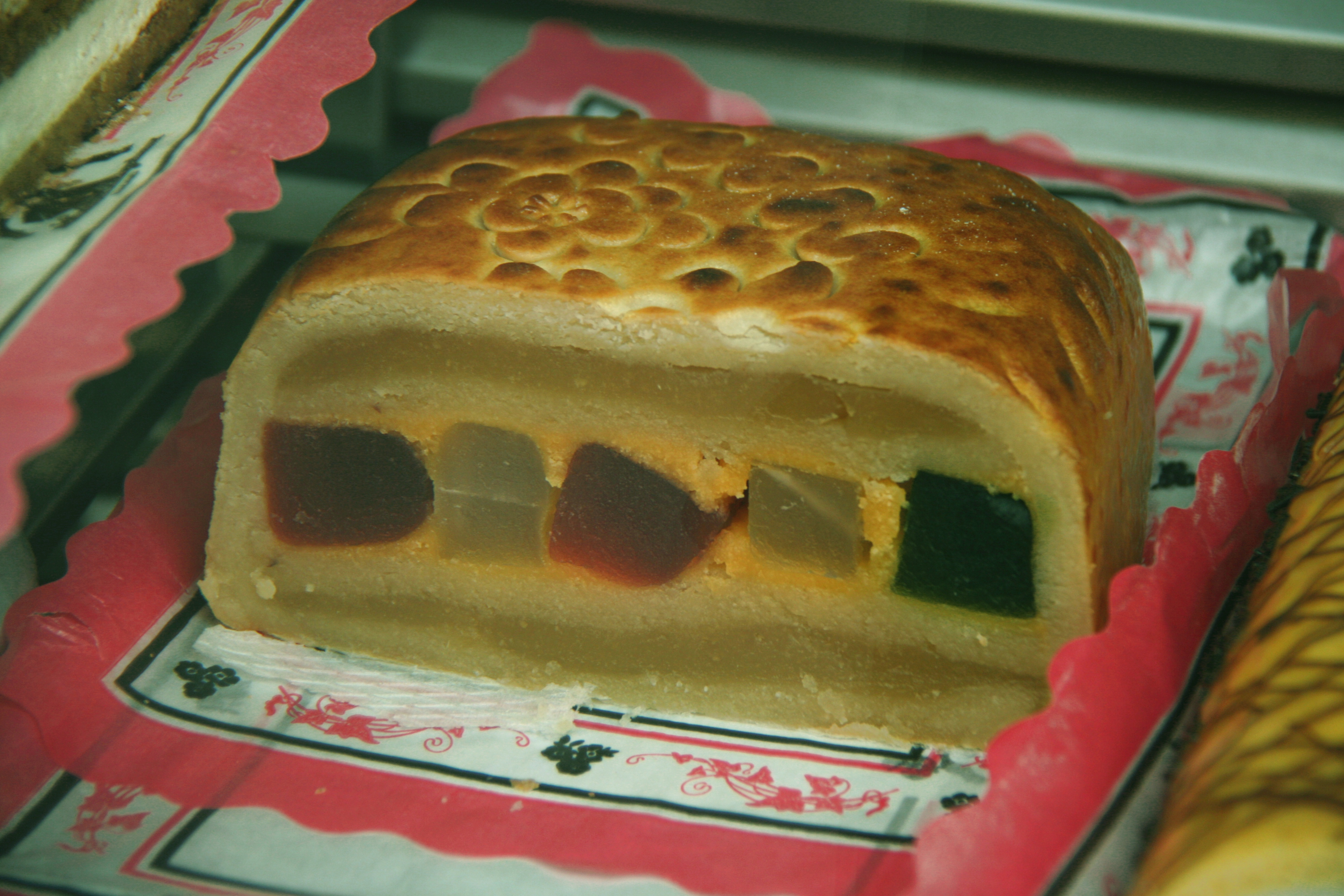
Pan de Cádiz.

La provincia, al igual que el resto de las provincias, tiene platos de repostería típicos de Andalucía, como son los pestiños. Algunas de las gachas dulces que se elaboran con azúcar o miel (tanto miel blanca o miel negra - meloja-). En Medina Sidonia se elaboran los famosos alfajores, en Jerez de la Frontera se elabora un dulce de vendimia que se denomina meloja y tocino de cielo (desde el siglo XIV), las tortas a la gaditana, el flan de arroz con leche, los bocadillos de monja, las panizas (tortas elaboradas con harina de garbanzos), y el que se denomina turrón de Cádiz (una variante del mazapán con frutas incrustadas). Aún se mantiene la tradición repostera de muchos conventos. Destacan los dulces de Semana Santa y cuaresma: Torrijas, Roscos de San Blas o utros.

## Bebidas

### Vinos

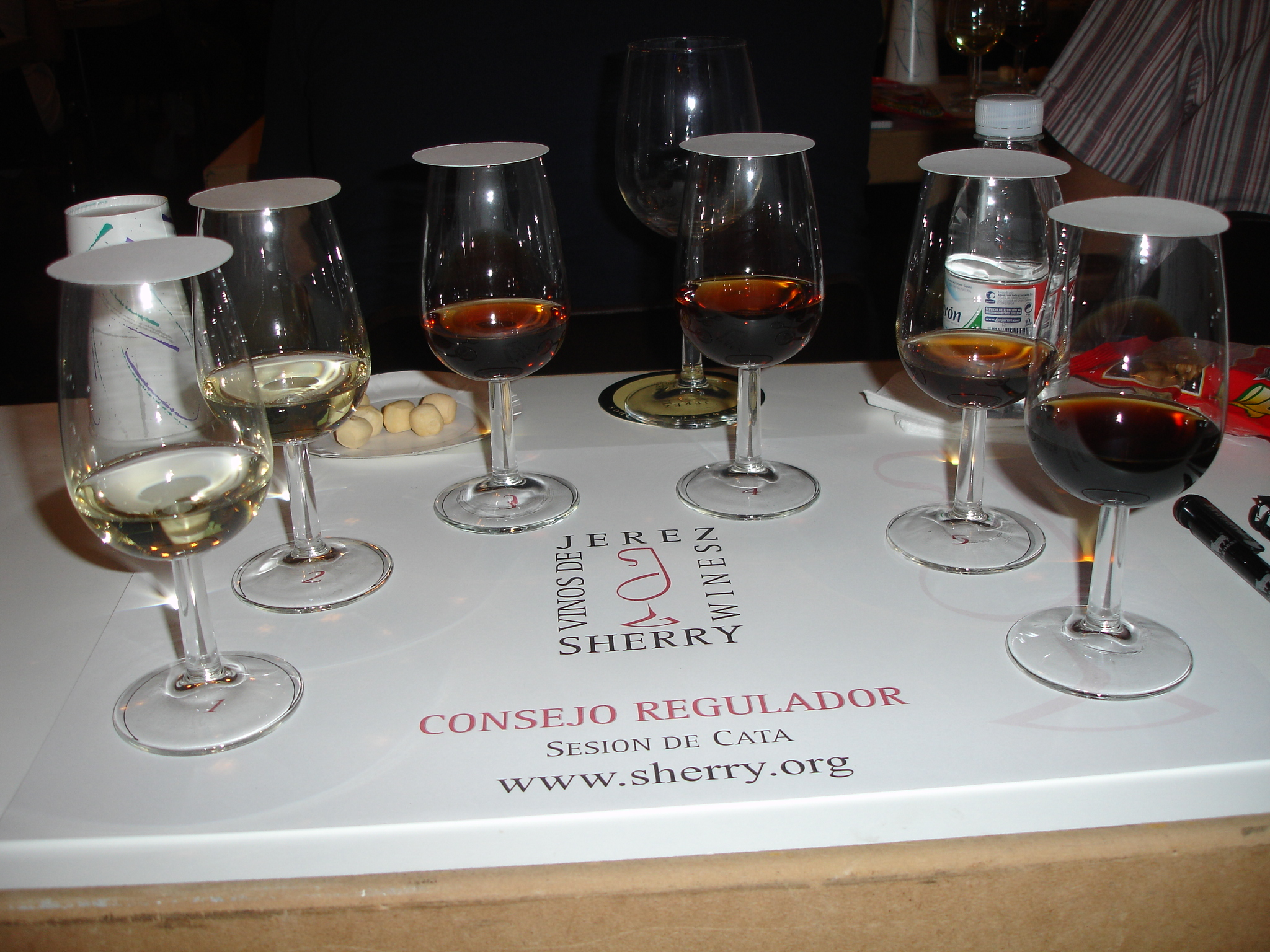
Cata de jereces

En el terreno de los vinos son muy afamados en la provincia los vinos olorosos de Jerez de la Frontera, los finos de Puerto de Santa María, la manzanilla de Sanlúcar de Barrameda, los vinos blancos de pasto de Chiclana, la tintilla de Rota. La manzanilla y el fino suelen maridar con los platos de marisco, y en general todos acompañan al tapeo.
También se crían blancos y tintos bajo la denominación Vinos de la Tierra de Cádiz y mostos.

### Otras bebidas

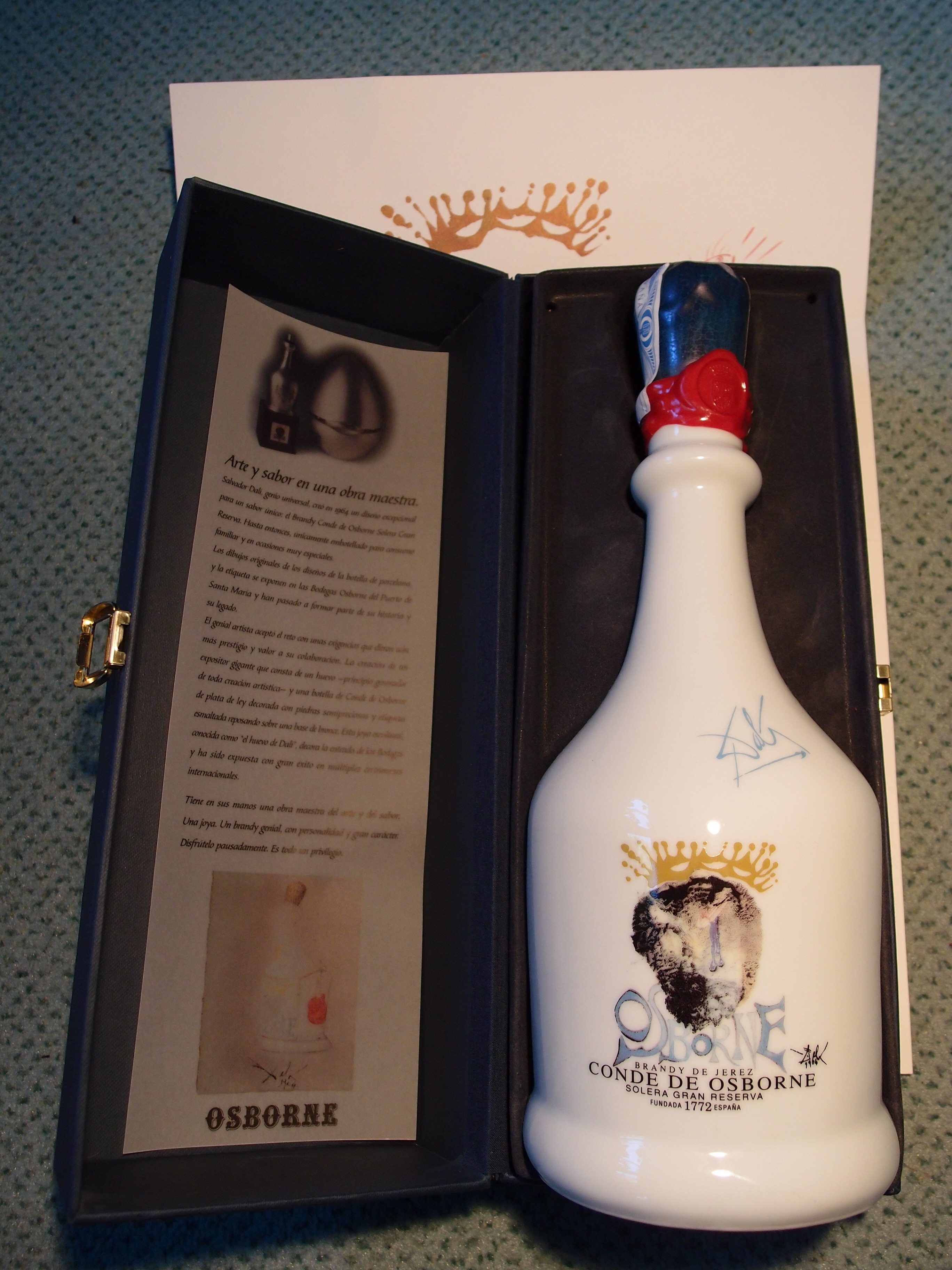
Botella de brandy de Jerez diseñada por Dalí

De fama mundial es el brandy de Jerez, la bebida espirituosa más vendida de España.

## Restauración
Además de los restaurantes (en que se incluyen varios reconocidos con Estrella Michelín) son famosos los tabancos y ventas